# Лемуш, Гашпар де
Гашпа́р де Ле́муш (порт. Gaspar de Lemos) — один из капитанов Кабрала, которые по дороге в Индию из-за бури отклонились от назначенного пути и были отнесены к берегам Бразилии. Кабрал нарёк открытые им края островом Вера-Круш и отправил Лемуша обратно в Лиссабон с обоснованием направления туда повторной экспедиции. Автором этого послания был Перу Ваш де Каминья.
Дата возвращения каравеллы Лемуша в Европу — конец 1500 или начало 1501 года — оспаривается историками. Видимо, на португальский двор известие об открытии очередного острова не произвело большого впечатления, ибо прибытие корабля Лемуша никак не задокументировано.
Весной 1501 года в Бразилию была направлена новая экспедиция, в которой принимал участие путешественник Америго Веспуччи, с именем которого она и связана. Историки спорят о том, кто командовал судами — Лемуш или Гонсалу Коэлью. В ходе этого плавания были нанесены на карту «январская река» (Рио-де-Жанейро), архипелаг Фернанду-ди-Норонья, а также Ангра-дус-Рейс и Сан-Висенти.